# Torrlösa kyrka

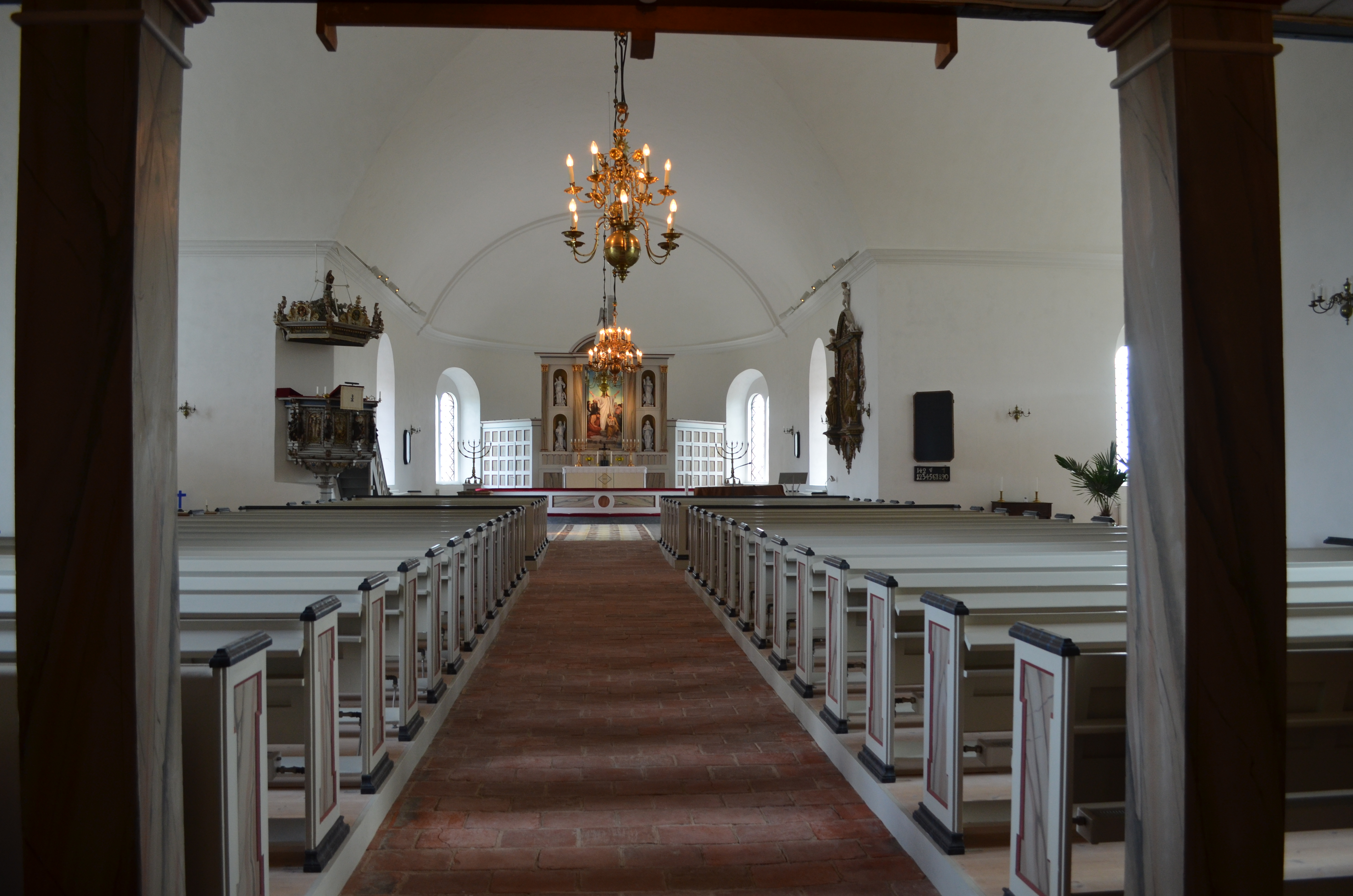
Torrlösa kyrkas kyrkosal

Torrlösa kyrka, kyrkobyggnad i Torrlösa. Den tillhör Svalövsbygdens församling i Lunds stift.

## Kyrkobyggnaden
Kyrkan som har formen av ett grekiskt kors är ritad av Carl Georg Brunius i Lund och uppfördes 1844-1849.

## Inventarier
Altartavlan tillkom 1929 och är en kopia av Carl Blochs "Christus consolator" i Sofia Albertina kyrka i Landskrona. Predikstolen tillverkades 1628. Dopfunten är i ek och tillkom 1707 (dopfatet i mässing 1500-tal).

### Orgeln
- 1849 flyttades en orgel hit från Mariakyrkan i Helsingborg. Orgeln var troligtvis byggd av Johan Lorentz den äldre och ombyggd 1641 av Johannes Buxtehude. När orgeln sattes upp förändrades den av Sven Fogelberg, då det ursprungliga ryggpositivet togs bort.
- Den nuvarande orgeln på västra läktaren byggdes (renoverades) 1962 av Th Frobenius & Co, Lyngby, Danmark och är mekanisk. Huvudfasaden och några stämmor är från orgeln som flyttades hit 1849. Fasadens utseende är dock inte ursprungligt utan har haft ett stycke mellan de båda nuvarande yttre partierna. Ryggpositivet tillkom 1962.

Disposition:
| Ryggpositiv I      | Huvudverk II             | Pedal                | Koppel |
| Gedagt 8′          | Gedagt 8′                | Subbas 16′           | I/P    |
| Principal 4′       | Principal 4′             | Principal 8′         | II/P   |
| Rørfløjte 4′       | Gedagtfløjte 4′          | Gedagt 8′            | II/I   |
| Nasat 2 2/3′       | Quint 2 2/3′             | Principal 4′         |        |
| Octav 2′           | Octav 2′                 | Rauschquint 2 kor 2' |        |
| Scharff 3 kor 1/2′ | Spidsfløjte 2′           | Trompet 8′           |        |
| Dulcian 8′         | Sesquialter 2 kor 1 1/3′ | Trompet 2′           |        |
|                    | Mixtur 3 kor 1′          |                      |        |
|                    | Cymbel 2 kor 1/4′        |                      |        |
|                    | Trompet 8′               |                      |        |